# Dany la ravageuse
Pour plus de détails, voir Fiche technique et Distribution.
Dany la ravageuse est un film français réalisé par Willy Rozier, tourné en 1972 et sorti en France en 1973.

## Synopsis
Danny est présentatrice de mode itinérante, et pour pouvoir se payer une belle voiture elle conserve ses indemnités de déplacement et voyage en auto-stop. Le film qui raconte ses mésaventures d’auto-stoppeuse est composé de trois parties, la première est une série de rencontres, des messieurs trop entreprenants, une aventurière qui fait du rabattage pour son mari voyeur et son amant sadique… Dans la seconde partie Danny est prise en stop par deux gangsters en fuite, l'un des deux succombera à son charme et la sauvera de la mort. Dans la troisième partie Danny rencontre deux escrocs qui se font passer l'un pour un aristocrate, l'autre pour son valet.

## Fiche technique
- Titre : Dany la ravageuse
- Autre titre : La Ravageuse
- Réalisation : Willy Rozier
- Scénario et dialogues : Xavier Vallier (pseudonyme de Willy Rozier)
- Photographie : Pierre Fattori
- Montage : Geneviève Chancel
- Musique : Jean Yatove
- Son : Georges Vaglio
- Sociétés de production : Sport Films
- Sociétés de distribution : Apollo-Film GmbH (Allemagne de l'Ouest), Cinépix Film Properties (CFP), (Canada), Les Films Hustaix (France), PAB (Italie)
- Pays d'origine :  France
- Langue originale : Français
- Format : Couleur — 35 mm — 1,37:1 — Son : Mono
- Genre : Comédie, Film érotique
- Durée : 86 minutes (1 h 26)
- Dates de sortie : 
  - Allemagne de l'Ouest : 11 août 1972
  - Royaume-Uni : 17 août 1972
  - Japon : 21 octobre 1972
  - France : 11 janvier 1973
  - Italie : 8 mars 1973 (Milan)

## Distribution
- Sandra Julien : Dany
- Jacqueline Laurent : Talassa
- Jürgen Drews : Théodore
- Jacques Dynam : le conducteur de corbillard
- Michel Paulin : Bob
- Jacques Marbeuf  : Mario
- Angelo Bassi : Alfred
- Sébastien Floche : Loonie
- Jacques Hansenne : Henri
- Lisa Livane : Sébastien